# Nou Partit Daichi
El Nou Partit Daichi (新党大地, Shintō Daichi) traduït al català com a "Nou Partit de la Gran Terra" i anomenat ocasionalment Nou Partit Daichi-Veritables Demòcrates és un partit local de Hokkaido, Japó. La seua ideologia és el conservadorisme, el regionalisme i l'ecologisme.

## Història
El NPD va ser fundat el 19 d'agost de 2005, després que Muneo Suzuki, el fundador, isquera de presó. Després que fora acussat d'acceptar suborns, Suzuki va deixar el PLD en juny de 1998. El 1999 va ser empresonat acusat dels càrrecs de suborn i altres. Crític amb les polítiques de Junichiro Koizumi, com la privatització del sistema postal nacional, Suzuki, encara en llibertat provisional, va anunciar la fundació del Nou Partit Daichi. El membre més antic del partit a la Dieta Nacional del Japó va ser la filla de Suzuki, Takako Suzuki, a la Cambra de Representants del Japó. En les eleccions de 2014, com el NPD no presentà llista, Takako va concòrrer en les llistes del PD aconseguint escó, però en 2016 deixà aquell partit.
En 2002, el partit va presentar un candidat per a un districte de candidat únic, mentres Suzuki va encapçalar una llista de tres candidats per al bloc de representació proporcional de Hokkaidō. En les eleccions generals de 2005 i 2009, Muneo suzuki va ser elegit representant de Hokkaido pel bloc de vot proporcional. En 2010, quan la justícia confirmà definitivament els càrrecs de Suzuki, aquest va haver de renunciar al seu escó per complir el seu càstic en presó. Suzuki va ser reemplaçat al seu escó pel següent membre de la llista del partit, Takahiro Asano, però continuà com a líder del partit. En les eleccions a la cambra de Consellers de 2007, el partit reclutà a l'activista dels drets dels Ainu, l'independent Kaori Tahara en el districte doble (2 membres), on Tahara va perdre davant dels candidats del PLD i el PD. En les següents eleccions a la mateixa cambra, al 2010, el NPD no va presentar cap candidat. En les eleccions a la Cambra de Consellers de 2013 va presentar dos candidats prefecturals (Hokkaido i Osaka) i nou candidats per vot proporcional, però també van errar a l'hora d'aconseguir representació.
A finals de desembre de 2011, el partit es va unir amb cinc membres de la Dieta i es renanomenà Nou Partit Daichi-Veritables Demòcrates. Com que el partit ara tenia cinc membres a la Dieta i s'havia format abans de l'1 de gener de 2012, aquell any el NPD va ser reconegut oficial i legalment com a partit polític. El partit es va convertir en possible beneficiàri de les ajudes públiques per a partits i va obtindre la possibilitat de nomenar a candidats duals en les eleccions generals, entre d'altres beneficis. El partit arreplegà molts diputats de l'escissió del PD d'Ichirō Ozawa, el Partit del Futur del Japó i no els aconseguí mitjançant eleccions, doncs ja eren diputats. A Hokkaido, els candidats del NPD (en realitat a les llistes del PFJ) van ser derrotats en totes les circumscripcions, però Tomohiro Ishikawa (qui en 2019 seria candidat a Governador de Hokkaidō per les forces de l'esquerra) va guanyar un escó pel vot proporcional. En 2010, Ishihara renuncià i la filla de Suzuki, Takako va ocupar l'escó. El NDP-VD inicialment va fer costat al gover del Partit Democràtic, pertanyent un breu temps els seus membres al grup parlamentari del PD a la Cambra de Consellers, però en febrer de 2012 van formar el seu propi grup parlamentari i feren costat a l'oposició del PD cap a finals de 2012. El 28 de novembre de 2012 el partit va tornar al seu nom original.
A les eleccions a governador de Hokkaidō de 2019, on l'antic membre del partit, Tomohiro Ishikawa, es presentava com a candidat de l'esquerra, el NPD va donar suport al candidat del PLD, el Komeito i guanyador de aquells comicis, Naomichi Suzuki. Posteriorment, a les eleccions a la Cambra de Consellers del Japó de 2019, Muneo Suzuki va aconseguir per primera vegada un escó a la Cambra dels Consellers en les llistes del Nippon Ishin no Kai, tornant a la vida política i anunciant que el partit seguiria en actiu.

## Resultats electorals

### Resultats a l'Assemblea de Hokkaidō
| Any  | Candidat          | Vots | %  | Diputats | +/- |
| ---- | ----------------- | ---- | -- | -------- | --- |
| 2007 |                   | ND   | ND | 1 / 106  | Nou |
| 2011 |                   | ND   | ND | 2 / 104  | 1   |
| 2015 |                   | ND   | ND | 3 / 101  | 1   |
| 2019 | Tomoyasu Nakayama | ND   | ND | 1 / 100  | 1   |

### Resultats a laCambra de Representants del Japó
| Any  | Candidat          | Vots    | %     | Pos. | Diputats | +/- |
| ---- | ----------------- | ------- | ----- | ---- | -------- | --- |
| 2005 | Muneo Suzuki      | 433.938 | 0,64% | 8è   | 1 / 480  | Nou |
| 2009 | Muneo Suzuki      | 433.122 | 0,62% | 9è   | 1 / 480  | =   |
| 2012 | Tomohiro Ishikawa | 346.848 | 0,58% | 9è   | 1 / 480  | =   |
| 2014 | No participà      | ND      | ND    |      | 0 / 475  | 1   |
| 2017 |                   | 226.552 | 0,41% |      | 0 / 465  | =   |

### Resultats a laCambra de Consellers del Japó
| Any  | Candidat     | Vots    | %     | Diputats | +/- |
| ---- | ------------ | ------- | ----- | -------- | --- |
| 2007 | Kaori Tahara | ND      | ND    | 0 / 242  | Nou |
| 2010 | Muneo Suzuki | ND      | ND    | 0 / 242  | =   |
| 2013 | Muneo Suzuki | 523.146 | 0,98% | 0 / 242  | =   |
| 2016 | Muneo Suzuki | ND      | ND    | 0 / 242  | =   |
| 2019 | Muneo Suzuki | ND      | ND    | 1 / 242  | 1   |